# Stenoponia sidimi
Stenoponia sidimi är en loppart som beskrevs av Marikovskiy 1935. Stenoponia sidimi ingår i släktet Stenoponia och familjen mullvadsloppor. Inga underarter finns listade i Catalogue of Life.